# La Casa Judía
La Casa Judía (también traducible como El Hogar Judío, en hebreo: הבית היהודי) (transliterado: HaBait HaYehudí) fue un partido sionista religioso israelí. Ideológicamente estaba ubicado en la derecha o en la ultraderecha pues el partido defendía el nacionalismo étnico y el judaísmo.

## Historia
El partido se formó tras la fusión del partido Mafdal con los partidos Moledet y Tkuma en noviembre de 2008; sin embargo, cuando el principal miembro del Moledet fue ubicado en el puesto 17 de la lista de candidatos a la Knéset del nuevo partido, el Moledet decidió salirse de la alianza y conformó una nueva con Hatikva, llamada Unión Nacional.
El partido inicialmente no tuvo un nombre claro. Cinco denominaciones fueron propuestas: HaBayit HaYehudi ("La Casa Judía"), Shorashim ("Raíces"), Atzma'ut ("Independencia"), Shalem ("Integridad"), y Amihai ("Mi nación vive"). Tras una votación, finalmente se decidió el nombre de "La Casa Judía".
Ya'akov Amidror fue elegido para liderar un comité público para establecer las listas de cara a las elecciones legislativas de Israel de 2009. El 8 de diciembre de 2008, Daniel Hershkovitz, matemático del Technion, fue elegido para liderar el nuevo partido.
El 25 de diciembre, Uri Ariel y el Tkuma abandonaron la alianza y se coaligaron con la Unión Nacional. Finalmente, en las elecciones legislativas de Israel de 2009 obtuvo tres escaños.
En noviembre de 2012, el partido celebró unas elecciones primarias para elegir un nuevo líder. El movimiento Mi Israel, dirigido por Naftali Bennett, ganó frente a Zevulun Orlev. Uri Ariel oficialmente volvió a aliar al Tkuma con el partido de Bennett, de cara a las elecciones legislativas en Israel de 2013, donde consiguió 12 escaños. La líder actual del partido es Hagit Moshe. En 2018 el partido sufrió la escisión de la Nueva Derecha.

## Postura sobre la cuestión palestina
El Hogar Judío considera que tanto la creación de un Estado palestino en la mayor parte de Cisjordania como la anexión de toda la región por Israel no son soluciones factibles. Propone que Israel anexione el Área C de Cisjordania, que comprende el valle del Jordán, el mar Muerto y el área circundante, el asentamiento de Ma'ale Adumim y todos los asentamientos de la denominada Área de Judea y Samaria. El politólogo Cas Mudde, por el contrario, afirma que La Casa Judía defiende la anexión de «Judea y Samaria» (Cisjordania) con el argumento bíblico de que Dios concedió la tierra de Israel al «pueblo elegido» (los judíos).

## Resultados electorales
| Año       | Líder              | Votos                  | %                      | Resultado     | +/-           | Gob                    |
| --------- | ------------------ | ---------------------- | ---------------------- | ------------- | ------------- | ---------------------- |
| 2009      | Daniel Hershkowitz | 96.765 (#11)           | 2,9                    | 3/120         |               | Coalición              |
| 2013      | Naftalí Bennett    | 345.985 (#4)           | 9,12                   | 12/120        | 9             | Coalición              |
| 2015      | Naftalí Bennett    | 283.910 (#6)           | 6,74                   | 8/120         | 4             | Coalición              |
| Abr. 2019 | Rafi Peretz        | Parte de Derecha Unida | Parte de Derecha Unida | 3/120         | 5             | Elecciones anticipadas |
| Sep. 2019 | Rafi Peretz        | Parte de Yamina        | Parte de Yamina        | 2/120         | 1             | Elecciones anticipadas |
| 2020      | Rafi Peretz        | Parte de Yamina        | Parte de Yamina        | 1/120         | 1             | Coalición              |
| 2021      | Hagit Moshe        | No participó.          | No participó.          | No participó. | No participó. | No participó.          |
| 2022      | Hagit Moshe        | 56.793 (#13)           | 1,19                   | 0/120         |               | Extraparlamentario     |